# Pónida
Pónida (del idioma ópata Ponida: "Los que están desarraigados") es una ranchería del municipio de Arivechi ubicada en el sureste del estado mexicano de Sonora en la zona de la Sierra Madre Occidental. La ranchería es la cuarta localidad más habitada del municipio, ya que según los datos del Censo de Población y Vivienda realizado en 2020 por el Instituto Nacional de Estadística y Geografía (INEGI), Pónida tiene un total de 36 habitantes.
Fue fundada en 1748 por un grupo de indígenas jovas, después de haber sido despojados por los apaches del antiguo pueblo de Natora, trasladándose por orden del virrey Pedro de Garibay a la orilla del río Sahuaripa.

## Geografía
Pónida se ubica en el este del estado de Sonora, en la región centro del territorio del municipio de Arivechi, sobre las coordenadas geográficas 28°56'19" de latitud norte y 109°11'11" de longitud oeste del meridiano de Greenwich, a una altura media de 513 metros sobre el nivel del mar.